# اتحادیه دهلباریا
اتحادیه دهلباریا (به لاتین: Dhalbaria Union) یک منطقهٔ مسکونی در بنگلادش است که در Kaliganj Upazila, Satkhira District واقع شده‌است.